# شهرک امام خمینی (کوهدشت)
شهرک امام خمینی (کوهدشت)، روستایی از توابع بخش مرکزی شهرستان کوهدشت در استان لرستان ایران است.

## جمعیت
این روستا در دهستان کوه دشت جنوبی قرار دارد و براساس سرشماری مرکز آمار ایران در سال ۱۳۹۸، جمعیت آن ۱۱۳۸۴ نفر (۳۸۰۰خانوار) بوده‌است.